# Zscaler
Zscaler, Inc. (NASDAQ: ZS

) er en amerikansk it-sikkerhedsvirksomhed, der tilbyder cloudbaserede it-sikkerhedsløsninger. Virksomheden har hovedkvarter i San Jose, Californien. De har ca. 7.000 ansatte.
Zscaler blev etableret i 2007 af Jay Chaudhry og K. Kailash. I marts 2018 blev Zscaler børsnoteret på Nasdaq.